# Northstar Horizon
Northstar Horizon (Horizon) је била радна станица фирме Northstar који је почео да се производи у САД од 1977. године.
Користио је Zilog Z80 као микропроцесор. RAM меморија рачунара је имала капацитет од 16 KB (до 64 KB). 
Као оперативни систем кориштен је Northstar DOS.

## Детаљни подаци
Детаљнији подаци о рачунару Horizon су дати у табели испод.
|                       |                                                              |
| [ 1 ]                 |                                                              |
| Произвођач            |                                                              |
| Тип                   | радна станица                                                |
| Меморија              | 16 (до 64 )                                                  |
| Поријекло             | Сједињене Америчке Државе                                    |
| Година                | 1977                                                         |
| Тастатура             | серијски терминал                                            |
| Процесор              |                                                              |
| Фреквенција процесора | 4                                                            |
| RAM                   | 16 (до 64 )                                                  |
| ROM                   | 1                                                            |
| Текст                 | 80 знакова x 24 линија                                       |
| Графика               | само текст                                                   |
| Боја                  | монохроматски                                                |
| Звук                  | нема звука                                                   |
| Димензије             | 50.8 (ширина) x 44.4 (дубина) x 18.4 (висина) cm / око 20 kg |
| Портови               |                                                              |
| Оперативни систем     |                                                              |